# Ladislav Vychodil
Ladislav Vychodil (Hačky, 28 febbraio 1920 – Bratislava, 20 agosto 2005) è stato uno scenografo slovacco di origine ceca.

## Biografia
Studiò a Praga e a Brno. A partire dal 1945 lavorò come scenografo capo al Teatro Nazionale Slovacco. Dal 1953 al 1983 fu anche capo della cattedra di scenografia, che aveva fondato, alla facoltà di teatro dell'Alta scuola di arti musicali di Bratislava e contemporaneamente fra il 1969 e il 1971 fu a capo della cattedra di scenografia della facoltà di teatro dell'Accademia delle Arti dello Spettacolo di Praga. Nel 1977 divenne professore universitario.
Fu lo scenografo slovacco più importante. La sua produzione fu conosciuta, non sollo nei teatri slovacchi e cechi, ma anche a Cracovia, a Saratov, a Vienna, a Budapest, a Sofia, a Bruxelles, a Novi Sad, a Lipsia, a Santa Barbara, a Malmö, a Stoccolma, a Berlino, a Tampere, a Lubiana, a Zagabria. Espose in modo indipendente a Bratislava, a San Paolo, a Santa Barbara, e a Praga.
Il pubblico ammirava regolarmente il suo lavoro alla mostra internazionale Quadriennale di Praga, ma anche a mostre estere di scenografia cecoslovacca (in Germania, in Ungheria, a Cuba, in Argentina, in Cile, in Francia, in Austria, in Polonia, in Brasile, nei paesi dell'ex Unione Sovietica, in Italia, in Bulgaria, nell'ex Jugoslavia, nel Regno Unito e in Egitto).
Nel 1965 vinse la medaglia d'oro del Presidente della Repubblica del Brasile per la migliore mostra scenografica nazionale alla Biennale di San Paolo. Nel 1966 lo Stato gli conferì il titolo di artista meritevole e nel 1975 quello di artista nazionale. Nel 1980 fu insignito dell'Ordine del Lavoro.
Tra i suoi allievi vi è anche lo scenografo e costumista slovacco Aleš Votava.